# Lifeforce Records
Lifeforce Records er et tysk uafhængigt pladeselskab, som blev grundlagt i 1995.

## Kunstnere

### Nuværende bands
- At The Soundawn
- Burning Skies
- By Night
- Deadlock
- Destinity
- Hand To Hand
- Hell Within
- Last Winter
- Left To Vanish
- Light Pupil Dilate
- Miseration
- Nahemah
- Name
- Nightrage
- One Without
- Raintime
- Raunchy
- Seneca
- The Blackout Argument
- The Faceless
- The Psyke Project
- This Or The Apocalypse
- War From A Harlots Mouth

### Tidligere bands
- All That Remains
- Between The Buried And Me
- Beyond The Sixth Seal
- Caliban
- Cataract
- Cipher System
- Deadsoil
- Death Before Disco
- Destiny
- End This Day
- Endstand
- Enforsaken
- Fall Of Serenity
- Fear My Thoughts
- Heaven Shall Burn
- Herod
- Intronaut
- Liar
- Mindfield
- Sunrise
- The Underwater
- The Year Of Our Lord
- Trivium
- Withered